# Disorygma
Disorygma is een geslacht van vliesvleugelige insecten van de familie Figitidae.

## Soorten
- D. carpentieri (Kieffer, 1901)
- D. curtum (Giraud, 1860)
- D. depile (Giraud, 1860)
- D. luteipes (Kieffer, 1901)
- D. parva (Belizin, 1966)